# Bílé slunce pouště
Bílé slunce pouště je sovětský film z roku 1970, natočený režisérem Vladimirem Motylem.

## Děj
Děj filmu se odehrává na konci dvacátých let na břehu Kaspického moře v Turkmenistánu. Po skončení ruské občanské války se vrací rudoarmějec Suchov domů a těší se na setkání se svou milou manželkou Kateřinou. Když šel přes turkestánskou poušť, dostal nečekaně nový úkol. Teď se musí pustit do boje proti basmačům, kteří terorizují pokojné obyvatelstvo.

## Obsazení
| Anatolij Kuzněcov  | rudoarmějec Fjodor Suchov        |
| Pavel Puspekajev   | Pavel Artěmjevič Vereščagin      |
| Spartak Mišulin    | Said                             |
| Kachi Kavsadze     | Abdul                            |
| Galina Lučaj       | Jekatěrina                       |
| Taťjana Fedotovová | Gjulčataj                        |
| Nikolaj Godovikov  | Petr                             |
| Raisa Kurkinová    | Nastasja, Vereščaginova manželka |

## Zajímavost
Posádky ruských (resp. do roku 1991 sovětských) kosmických lodí sledují Bílé slunce pouště před každým startem. Tradice začala roku 1973 před letem Sojuzu 12. Kosmonaut Oleg Kotov před svým letem v prosinci 2009 řekl novinářům, že kosmonauti znají film nazpaměť a učí se z něho, jak používat kameru, jak komponovat záběry apod.